# Міхейлень (Ришканський район)
Міхейлень (рум. Mihăileni) — село в Ришканському районі Молдови. Утворює окрему комуну.

## Відомі особистості
В поселенні народився:
- Евгеніо Косеріу (1921—2002) — німецький учений-лінгвіст.